# Rudolf Much

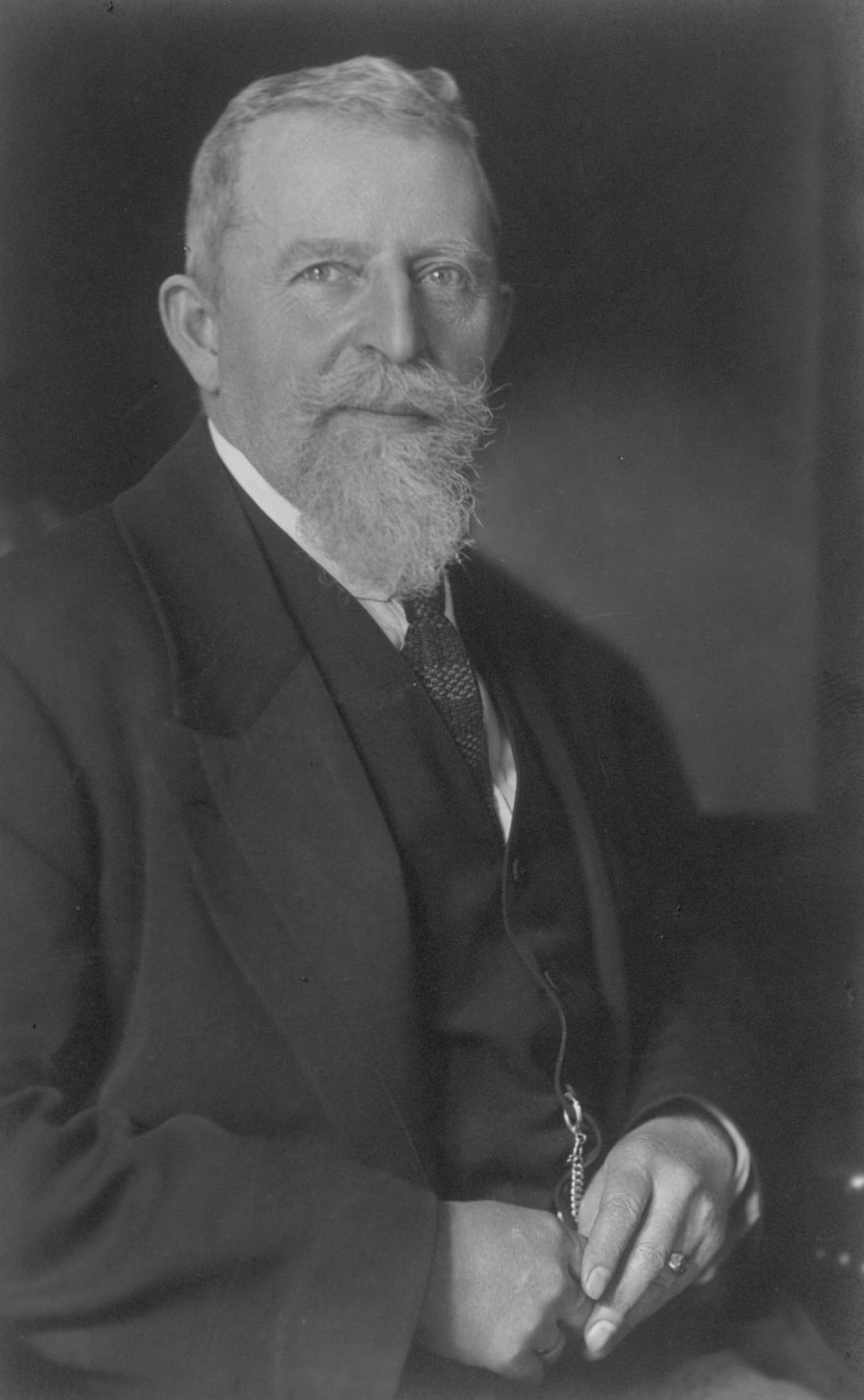
Rudolf Much

Rudolf Much (* 7. Oktober 1862 in Wien; † 8. März 1936 ebenda) war ein österreichischer Altgermanist und -skandinavist. Er gilt als Begründer der Germanischen Altertumskunde, befasste sich mit der frühen Geschichte germanischer Völker, der germanischen Religionsgeschichte und Mythologie sowie den Vorläufern und frühen Stufen der deutschen und skandinavischen Sprachen.

## Familie

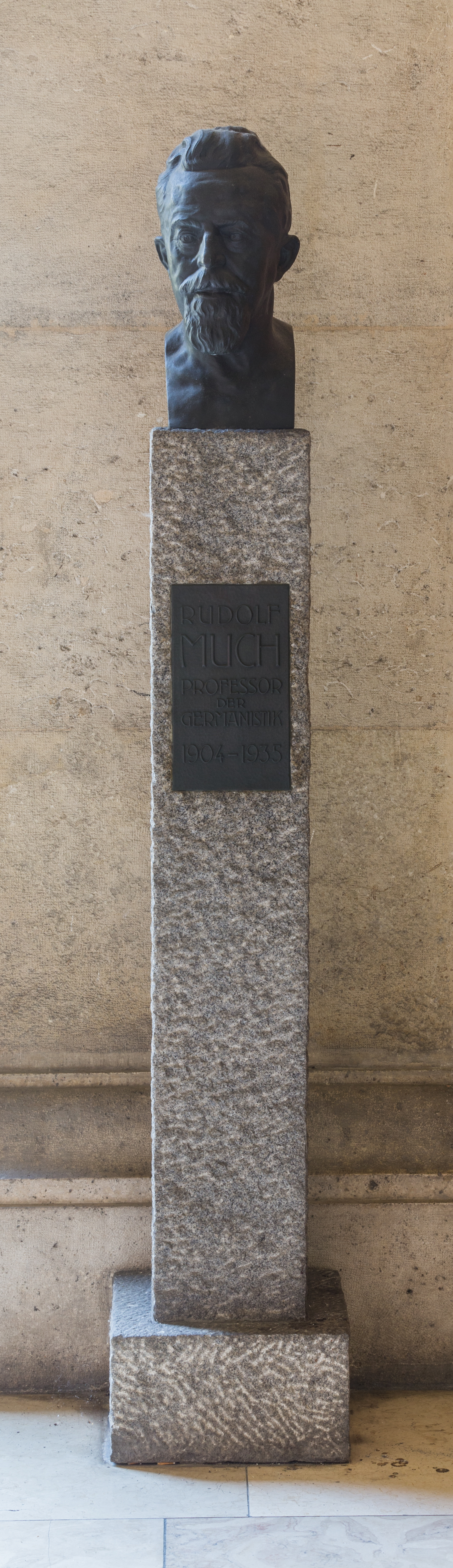
Rudolf Much im Arkadenhof der Universität Wien

Much entstammte einer bürgerlich-deutschnationalen Familie, sein Vater war der Prähistorikers Matthäus Much. Seine Mutter Marie (geb. Kiendl) kam aus dem bayerischen Mittenwald, war die Tochter eines Geigenbauers und Zitherfabrikanten. Er konvertierte 1893 von der katholischen zur evangelischen Konfession.
Rudolf Much war drei Mal verheiratet. Die 1893 geschlossene Ehe mit Agnes (geb. Gagstatter; * 1872) aus Salzburg wurde 1903 geschieden. Der 1905 geschlossenen zweiten Ehe mit Elisabeth, geb. Schmidt (1881–1926), Tochter eines Postdirektors aus Stralsund, entstammten Muchs drei Söhne und zwei Töchter. Einer davon, Wolf Isebrand Much (1908–1943), wurde ebenfalls Germanist und arbeitete am Österreichisch-Bayerischen Wörterbuch mit, er starb als Soldat im Zweiten Weltkrieg. Der jüngere Sohn Dr. med. Horand Much (* 1914) wurde 1943 in Berlin aus politischen Gründen hingerichtet. Nach dem Tod seiner zweiten Frau, heiratete Much 1927 in Wien zum dritten Mal: Cornelie Benndorf-Much (1880–1962) war die Tochter des Archäologen Otto Benndorf, Englisch- und Turnlehrerin sowie Gymnasialdirektorin.

## Wissenschaftliche Karriere
An der Universität Wien studierte Much klassische und deutsche Philologie; auf Veranlassung seines wissenschaftlichen Mentors Richard Heinzel dehnte er sein Spektrum auf die nordische Philologie aus. Bei diesem wurde er 1887 mit einer Arbeit „Zur Vorgeschichte Deutschlands“ promoviert. Heinzel konnte sich aber ganz im Unterschied zu Much mit den romantischen, nationalistischen Neigungen nie anfreunden, sondern protestierte dagegen, dass man den Beruf des Germanisten mit germanischem Nationalgefühl in Beziehung setze und die Wissenschaft zum Patriotismus missbrauche. 1888 folgte ein Studienaufenthalt in Dänemark an der Universität Kopenhagen und eine Forschungsreise durch das restliche Skandinavien.
Neben dem Philologiestudium in Wien studierte Much dort auch beim Geographiehistoriker Wilhelm Tomaschek, dessen spezielles Interesse an den Stammesgebieten der Germanen er teilte. Dies schlug sich in seiner Habilitation „Deutsche Stammsitze“ von 1893 nieder, mit der er die Lehrberechtigung für germanische Sprachgeschichte und Altertumskunde erhielt. 1901 wurde ihm in Wien der (unbesoldete) Titel einer außerordentlichen Professors mit Lehrauftrag über „germanische und keltische Altertumskunde wie auch über skandinavische Sprachen und Literaturen“ verliehen; 1904 bekam er eine „wirkliche“ (besoldete) außerordentliche Professur für „germanische Sprachgeschichte und Altertumskunde“. Im selben Jahr unternahm Much eine ausgedehnte Reise zu den britischen Inseln. Um eine Berufung nach Berlin zu verhindern, wurde er 1906 zum Ordinarius des eigens für ihn (ad personam) gegründeten Lehrstuhls für „Germanische Sprachgeschichte und Altertumskunde“ ernannt, der im Jahr darauf durch den Zusatz „und Skandinavistik“ erweitert wurde. 
Das Angebot zum Wechsel nach Berlin hatte außer einem Ordinariat an der Universität auch die Leitung des dortigen Museums für Völkerkunde beinhaltet. Obwohl er dieses nicht annahm, blieb die Volkskunde ein lebenslanges Betätigungsfeld für ihn. Fachintern zählte Much von 1926 an zu den Förderern des Akademischen Vereins der Germanisten in Wien, einem Studentenverein, der Frauen von der Mitgliedschaft ausschloss und einen Arierparagraphen hatte. Seinen Wiener Lehrstuhl hatte er bis zu seiner Emeritierung im September 1934 inne, er unterrichtete aus gesundheitlichen Gründen als Emeritus nur noch zwei Semester weiter. Zu seinen bekanntesten Schülern gehörten Siegfried Gutenbrunner, Otto Höfler, Dietrich Kralik, Julius Pokorny, Walter Steinhauser (Nachfolger auf Muchs Lehrstuhl), Robert Stumpfl, Lily Weiser-Aall, Richard Wolfram. 

Grab auf dem Baumgartner Friedhof

Rudolf Much wurde in einem ehrenhalber gewidmeten Grab auf dem Baumgartner Friedhof (Gruppe E, Nummer 331) in Wien beigesetzt.

## Wirken
Die Wissenschaftshistorikerin Irene Ranzmaier, die die Geschichte der Wiener Germanistik in der NS-Zeit untersucht hat, beschrieb Muchs fachliches Wirken wie folgt: „Die Much’sche Schule der Germanenkunde ist durch einen starken Zug zum Deutschnationalismus charakterisiert; unter anderem sahen ihre Vertreter das (Gemein)Germanische beziehungsweise in der Folge Deutsch als älteste und somit ursprünglichste der indogermanischen Sprachen an. Weiters legten sie in ihrer Forschung einen Schwerpunkt auf germanische Männerbünde und deren mythische Zeremonien.“
Muchs Arbeiten befassten sich im Wesentlichen mit germanischer Religionsgeschichte und Mythologie, germanischer Stammesgeschichte, Sprachgeschichte, Rechtsgeschichte und Volkskunde. Er bezog immer auch die altisländisch-skandinavischen Quellen mit ein, denen er auch gesonderte Abhandlungen widmete (Lieder der Edda und Sagas).
Für Much waren diese Schriften in erster Linie Quellen der Sprach- und Religionsgeschichte, der literaturhistorische Aspekt war für seine Arbeit weniger wichtig. Ebenso lieferte er zur älteren deutschen Literatur kaum Forschungsarbeiten, und wenn, dann nur in Hinsicht darauf diese als Quelle für Sprachwissenschaft, Geographie, Religion und Mythologie zu nutzen. Wie Karl Helm und andere, trennte er, im Unterschied zur älteren Forschung, klar zwischen Mythologie und Religion der Germanen.
In der Sprachgeschichte forschte er besonders auf dem Feld der Völkernamen, aber auch in den Grenzbereichen von Sprachwissenschaft und Religionswissenschaft sowie der Namenkunde im Allgemeinen. Auf dem Feld der Namenkunde tendierte er zur kulturkundlichen Richtung der Etymologie, die sich programmatisch mit der Wechselwirkung von Wörtern und ihrer sachlichen Bedeutung beschäftigte. Dem zufolge wurde er Mitherausgeber der Zeitschrift Wörter und Sachen.
Als Hauptwerk Muchs gilt sein Kommentar zur Germania des Tacitus, der 1937 posthum erschien. Hingegen weitgehend nur noch forschungsgeschichtlichen Wert haben seine 248 Artikel zur 1. Auflage des Reallexikons der Germanischen Altertumskunde (dessen Herausgeberschaft Much aus gesundheitlichen Gründen an Johannes Hoops abgab), die inhaltlich durch die Ergebnisse neuerer Arbeiten (unter anderem die umfassende Neuauflage des Reallexikons) vielfach überholt sind.
Schon als junger Mann gehörte Much durch seinen Vater zur Deutschnationalen Bewegung um Georg von Schönerer und stand mit diesem in persönlichem Kontakt. Er nahm aber nicht an dessen Sturm auf die Redaktion des Neuen Wiener Tagblattes am 9. März 1888 teil, wie irrtümlich berichtet worden ist. Hinweise auf seine bestehende deutschnationale und antisemitische Einstellung finden sich nicht nur in Senatsprotokollen der Universität Wien vom Ende der 1920er Jahre, sondern sind auch an seiner Mitgliedschaft in der Deutschen Gemeinschaft ersichtlich. Auch gehörte er der antisemitischen Professorenclique „Bärenhöhle“ an.
Besonders umstritten ist sein Verhalten in der wissenschaftlichen Auseinandersetzung mit dem jüdischen Germanisten Sigmund Feist, dem Verfasser der Germanischen Substrathypothese. Much griff Feist  in mehreren Artikeln mit äußerster Schärfe an, aufgrund dessen These, dass die Prägermanen ursprünglich keine indoeuropäische Sprache gesprochen hätten, sondern erst von einem „überlegenen Nachbarvolk“, vermutlich den Kelten, „indogermanisiert“ worden seien. Klaus von See sprach von „persönlichen Schmähungen und antisemitischen Anspielungen“. Den auf die Literaturwissenschaftlerin Ruth Römer und den Altphilologen Allan Lund zurückgehenden Vorwurf, Muchs Angriff sei maßgeblich von seinem germanomanen Antisemitismus, Rassismus und persönlichen Hass bestimmt gewesen, bestritt insbesondere zuletzt Hermann Reichert. Reichert bringt Nachweise bei – wie schon zuvor Birkhan (1970) –, dass es allein die massiven fachlichen Fehler in einer Reihe von Veröffentlichungen Feists gewesen seien, die seitens Muchs Anlass, Form und Inhalt der Auseinandersetzung bestimmt hätten. 
Obwohl Much 1926 Mitherausgeber der im Verlag Julius Friedrich Lehmann erschienenen Zeitschrift Volk und Rasse wurde, zu dessen Schriftleitern neben Otto Reche seit 1930 auch sein eigener Schüler Bruno K. Schultz gehörte, behauptete Reichert, dass Rassismus und Antisemitismus nicht in Muchs Publikationen feststellbar seien. Peter Wiesinger beschrieb Muchs Einstellung zu diesen Debatten und zur unwissenschaftlichen Darstellung des germanischen Altertums und der Germanen als einen „erbitterten, wahrheitsliebenden Streiter“ gegen alle zeitgenössischen „merkwürdigen“ Ansichten, die seit der Jahrhundertwende zum 20. Jahrhundert Konjunktur hatten, eingeschlossen jene, die Produkte aus germanophilem oder deutschnationalem Geist waren.
Much arbeitete mit dem jüdischen Arzt und Sozialdemokraten Clemens von Pirquet zusammen und schrieb für dessen „Lexikon für Ernährungskunde“ 120 Artikel. Einer seiner prominentesten Schüler, Julius Pokorny, hatte einen jüdischen Hintergrund, und mit Max Hermann Jellinek verband ihn eine lebenslange Freundschaft seit der gemeinsamen Studienzeit. Jellinek ermöglichte mit einer Geldspende die Drucklegung von Muchs Festschrift und Much trug zu Jellineks Festschrift bei. Jellinek soll bei Muchs Beisetzung die Grabpredigt des Geistlichen simultan ins Gotische übersetzt haben.

## Matthäus- und Rudolf-Much-Preis
1941, in der Zeit des Nationalsozialismus, wurde ein Matthäus- und Rudolf-Much-Preis von der heute: Österreichischen Akademie der Wissenschaften „zum Andenken zweier um die Urgeschichtsforschung der Ostalpenländer hochverdienter Männer, die zugleich ein Vorbild nationaler Pflichterfüllung waren“ gestiftet und durch Beiträge verschiedener Reichsstatthalter und der Forschungsgemeinschaft Deutsches Ahnenerbe sowie einer Spende der Linzer Hermann-Göring-Werke finanziert. Der Preis wurde drei Mal vergeben:
- 1942 Martin Hell
- 1943 Alexander Ritter von Seracsin
- 1944 Hans Dolenz[18]

## Mitgliedschaften
- Mitglied der anti-sozialistischen und antisemitischen Deutschen Gemeinschaft
- Mitglied der Wiener Burschenschaft Thuringia[19]
- Mitglied der Österreichische Akademie der Wissenschaften in Wien (korrespondierendes Mitglied 1907, wirkliches Mitglied 1912).
- Mitglied der Bayerische Akademie der Wissenschaften in München (korrespondierendes Mitglied 1928).
- Mitglied der Königliche Gesellschaft der Wissenschaften in Uppsala
- Ehrenpräsident der Anthropologischen Gesellschaft in Wien.
- Obmann der Prähistorischen Kommission der Österreichischen Akademie der Wissenschaften.
- Obmann-Stellvertreter der Kommission für das Bayerisch-Österreichische Wörterbuch der Österreichischen Akademie der Wissenschaften (1911).

## Veröffentlichungen (Auswahl)
- Deutsche Stammsitze – ein Beitrag zur ältesten Geschichte Deutschlands. Niemeyer, Halle a. S. 1892.
- Die Südmark der Germanen. In: Beiträge zur Geschichte der deutschen Sprache und Literatur 17, 1893, S. 1–136.
- Der germanische Himmelsgott. Niemeyer, Halle a. S. 1898.
- Deutsche Stammeskunde. Göschen, Leipzig, Berlin (u. a.) 1900.
- Der Name Germanen. Hölder, Wien 1920.
- Die angebliche Keltenherrschaft in Germanien, in: Volk und Rasse, Jg. 1, 1926, S. 100–105.
- Die Germanen bei Theodor Mommsen, in: Volk und Rasse, Jg. 3. 1928, S. 101–104.
- Baudihillia und Friagabis. In: Festschrift für Max Hermann Jellinek, Wien-Leipzig 1928, S. 75–85.
- Die Germania des Tacitus, erläutert von Rudolf Much; Winter, Heidelberg 1937, 3. Auflage unter Bearbeitung durch Wolfgang Lange und Herbert Jankuhn, 1967.